# Helmut Ernst
Helmut Ernst (* um 1934) ist ein ehemaliger deutscher Tischtennisspieler mit seiner aktiven Zeit in den 1950er Jahren.
Von Beruf war Helmut Ernst Kaufmann. Er spielte zunächst beim Verein Post SV München und wechselte 1956 zum TSV Milbertshofen. 1953 und 1954 wurde er zusammen mit Matthäus Thurmaier bayerischer Meister im Doppel. Mit ihm erreichte er auch das Halbfinale im Doppel bei der Deutschen Meisterschaft 1957. 1958 wurde er mit dem Team des TSV Milbertshofen deutscher Mannschaftsmeister.